# Mangrove

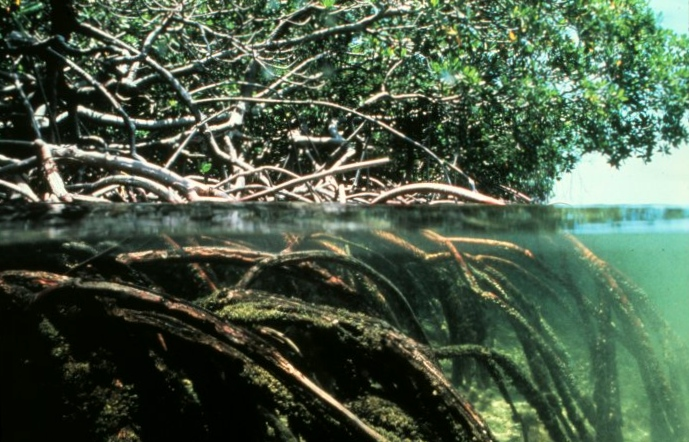
Mangroveträsk i Bangladesh.

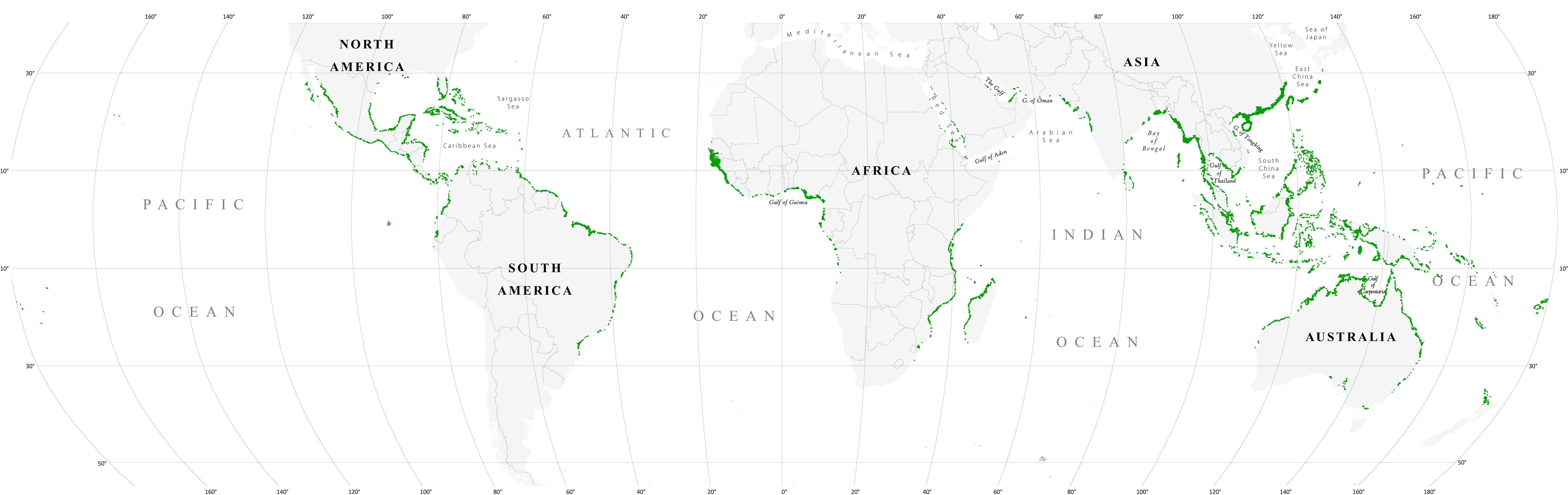
De gröna ytorna utvisar var mangrove förekommer.

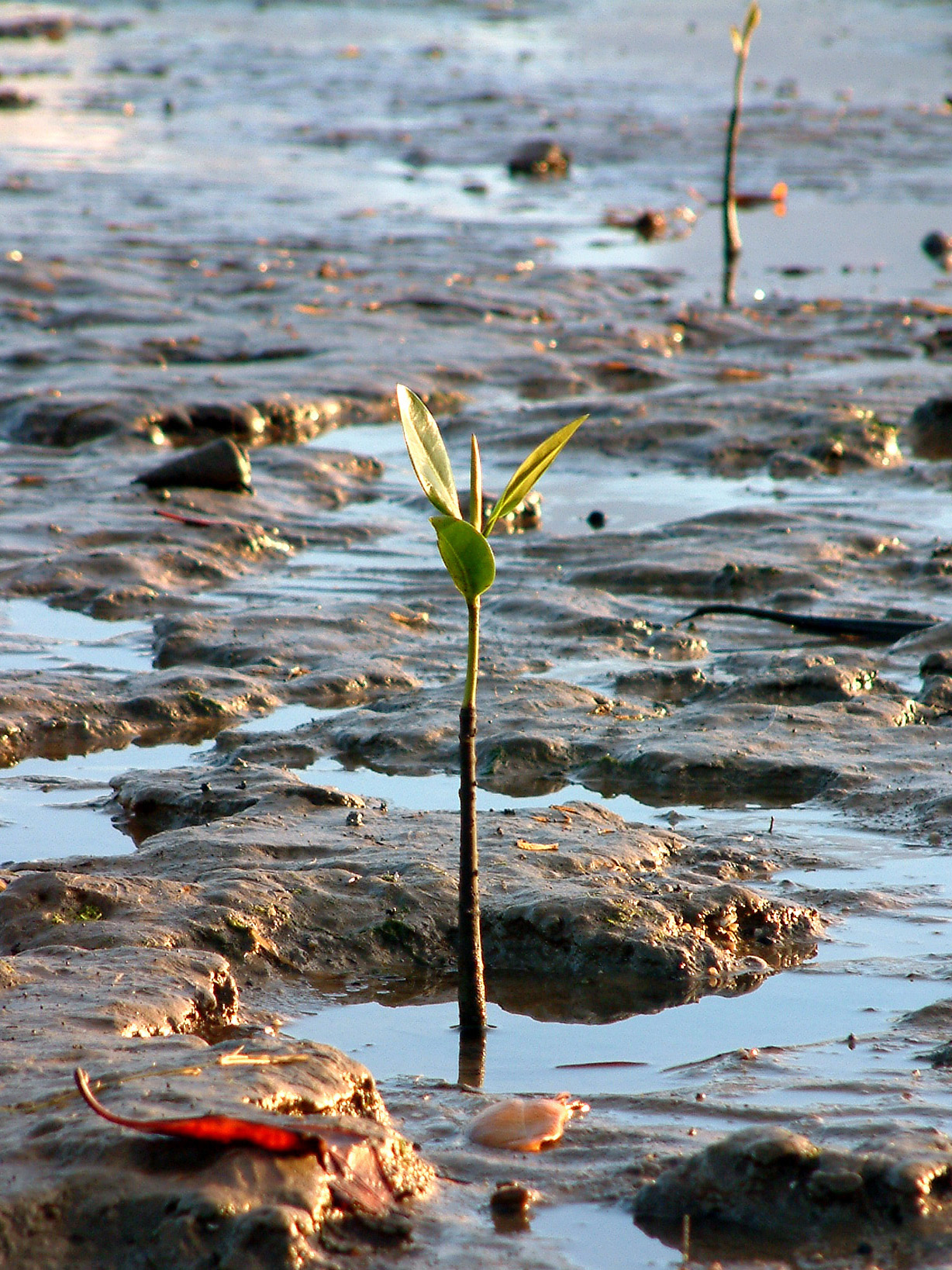
Mangroveskott i Australien.

Som mangrove betecknas olika träd och buskar som lever i salt eller bräckt vatten i tropiska eller subtropiska kustregioner med tidvatten över hela världen. Mangrover förekommer i olika familjer av divisionen fröväxter och räknas därför inte som systematisk grupp.
Mangrover ökar stabiliteten i marken och deras rötter har god förmåga att tolerera salt. Olika fiskarter lever vid rötterna under vattnet på mangrove. Mangrove förekommer vid kusten, främst vid flodmynningarna.
Mangroverna har utvecklat en speciell teknik för att hjälpa sin avkomma till bättre överlevnad. Många mangrovearter, exempelvis de flesta arterna i familjen Rhizophoraceae har vivipar reproduktion, vilket innebär att trädets frön börjar gro medan de fortfarande är fästa vid trädet (till skillnad från normala frön, som måste hamna i jord för att gro). Groddplantan växer inuti frukten, eller ut ur den, och kan producera sin egen näring via fotosyntes. När groddplantan är mogen landar den i vattnet och kan sedan färdas långa sträckor. Den kan överleva i dvala i veckor och månader, till och med över ett år, tills den anländer till en lämplig miljö att slå rot i.